# Bausenberg
Der Bausenberg ist ein 339,8 m ü. NN hoher Schlackenkegel der Osteifel im Kreis Ahrweiler in Rheinland-Pfalz (Deutschland).

## Geographische Lage
Der Bausenberg befindet sich zwischen Niederzissen im unmittelbaren Süden und Waldorf im Nordnordosten. Östlich vorbei am Berg führt an der „Anschlussstelle Niederzissen“ die Bundesautobahn 61.

## Bergbeschreibung
Umgeben ist der Bausenberg von einem Naturschutzgebiet, das zunächst mit einer Verordnung vom 27. August 1968 einstweilig sichergestellt wurde. Am 14. April 1981 wurde der Berg per Rechtsverordnung der Bezirksregierung Koblenz zum Naturschutzgebiet erklärt. Das Schutzgebiet hat eine Größe von 127 Hektar und umfasst Teile der Gemarkungen Niederzissen und Waldorf. Schutzzweck ist die Erhaltung des Schlackenkegels mit einem nach Nordosten ausgeflossenen Lavastrom, wegen seiner besonderen geologischen Bedeutung und als Standort seltener Pflanzenarten und Pflanzengesellschaften sowie als Lebensraum seltener Tierarten aus wissenschaftlichen Gründen. Auch der auf dem Bausenberg befindliche, gut ausgebildete Ringwall ist Teil des Schutzgebiets.
Siehe auch: Liste der Naturschutzgebiete im Landkreis Ahrweiler